# وییانوئوا (کاساناره)
وییانوئوا (کاساناره) (به اسپانیایی: Villanueva, Casanare) یک سکونتگاه مسکونی در کلمبیا است که در بخش کاساناره واقع شده‌است.